# Nepoddajusjjijesja
Nepoddajusjjijesja (russisk: Неподдающиеся) er en sovjetisk spillefilm fra 1959 af Jurij Tjuljukin.

## Medvirkende
- Nadezjda Rumjantseva – Nadja Berestova
- Jurij Belov – Tolja Gratjkin
- Aleksej Kozjevnikov – Victor Gromobojev
- Valentin Kozlov – Volodja Jakovlev
- Vera Karpova – Rosa Katkova